# David Carabott
Pour les articles homonymes, voir Carabott.
David Carabott, né le 18 mai 1968 à Melbourne en Australie, est un joueur de football international maltais, évoluant au poste de défenseur reconverti en entraîneur.

## Biographie

### Sélection
David Carabott est convoqué pour la première fois par le sélectionneur national Guentcho Dobrev pour un match des éliminatoires de l'Euro 1988 face à la Suisse le 15 novembre 1987 (1-1). Le 23 novembre 1988, il marque son premier but en équipe de Malte lors d'un match amical face à Chypre (1-1).
Il compte 122 sélections et 12 buts avec l'équipe de Malte entre 1987 et 2005.

## Palmarès
- Marsaxlokk :
  - vice-champion de Malte de D3 en 1986
  - finaliste de la Coupe de Malte en 2004.

- Hibernians :
  - champion de Malte en 1994 et 1995
  - vainqueur de la Coupe de Malte en 1998
  - finaliste de la Coupe de Malte en 1997
  - vainqueur de la Supercoupe de Malte en 1994
  - finaliste de la Supercoupe de Malte en 1995 et 1998.

- Valletta :
  - champion de Malte en 2001
  - vainqueur de la Coupe de Malte en 2001
  - vainqueur de la Supercoupe de Malte en 2001.

## Statistiques

### Buts en sélection
Le tableau suivant liste tous les buts inscrits par David Carabott avec l'équipe de Malte.